# Rhipidosiphon
Rhipidosiphon é um género de algas, pertencente à família Udoteaceae.

## Espécies
- Rhipidosiphon floridensis
- Rhipidosiphon javensis